# Tom Grey
Thomas Grey (5 tháng 3 năm 1885 – 1957) là một cầu thủ bóng đá người Anh từng thi đấu ở vị trí trung vệ cho Sunderland.